# Andrena ehnbergi
Andrena ehnbergi is een vliesvleugelig insect uit de familie Andrenidae. De wetenschappelijke naam van de soort is voor het eerst geldig gepubliceerd in 1888 door Morawitz.